# Visconde de Rio Seco
Visconde de Rio Seco com Grandeza é um título nobiliárquico criado por D. João VI de Portugal, por Decreto de 11 de Fevereiro de 1818, a favor de Joaquim José de Azevedo, 1.º Barão de Rio Seco.
O anterior título de Barão de Rio Seco em duas vidas foi criado por Decreto de 13 de Outubro de 1813 do Príncipe-Regente D. João em nome da Rainha D. Maria I. Por Decreto de 17 de Dezembro de 1815 foi outorgada a 2.ª vida no título, a qual foi verificada por Carta de 3 de Maio de 1819 em favor do filho do 1.º Barão, já elevado a Visconde desde 1818. 
Por Decreto de 9 de Janeiro de 1827 do Regente D. Miguel, em nome da Rainha D. Maria II, foram concedidas Honras de Grandeza ao Visconde de Rio Seco. Por ser Viscondado com Grandeza os seus titulares têm estatuto de Grandes do Reino e direito ao uso de coroa de Conde no brasão.

## Barões de Rio Seco (1813)

### Titulares
1. Joaquim José de Azevedo (1761-1835), 1.° visconde de Rio Seco
2. João Carlos de Azevedo (1790-1843), 2. visconde de Rio Seco

### Armas
As dos Viscondes de Rio Seco.

## Viscondes de Rio Seco (1818)

### Titulares
1. Joaquim José de Azevedo (1761-1835), 1.° barão de Rio Seco
2. João Carlos de Azevedo (1790-1843), 2. barão de Rio Seco
3. Joaquim José de Azevedo (1821-1876)
4. Joaquim José de Azevedo (1863-1941)
5. António de Azevedo Carneiro Martins (n. 1950)

### Armas
Escudo esquartelado: no primeiro quartel — em campo de ouro, uma águia de preto estendida; no segundo — em campo azul, cinco estreitas de prata em aspa com uma bordadura de vermelho cheia de aspas de ouro, e assim os contrários. — Timbre a águia do escudo com uma estreita das armas no peito e por diferença ama brica vermelha com uma flor.